# Fulvio
Fulvio  è un nome proprio di persona italiano maschile.

## Varianti
- Femminili: Fulvia[1][3][4]

### Varianti in altre lingue
- Catalano: Fulvi[5]
- Latino: Fulvius[1][2][6]
  - Femminili: Fulvia[1][4][6]
- Polacco: Fulwiusz
- Portoghese brasiliano: Fúlvio[2]
- Russo: Фульвий (Ful'vij)
- Serbo: Фулвије (Fulvije)
- Spagnolo: Fulvio[5]
- Ucraino: Фульвій (Ful'vij)

## Origine e diffusione
Deriva dal cognomen romano Fulvius, tipico della gens Fulvia; è basato sul termine fulvus, che significa "biondo", "biondo acceso", "fulvo", "rosso giallastro", "rossiccio", in riferimento al colore dei capelli. Era, in origine, un soprannome che denotava la caratteristica del colore dei capelli, analogamente a Flavio, Rosso, Biondo e Xanto.

## Onomastico
Nessun santo ha mai portato il nome Fulvio o Fulvia, quindi il nome è adespota e l'onomastico si festeggia il 1º novembre, in occasione di Ognissanti.
Va notato che, su alcuni calendari e siti internet, san Flavio, martire con i fratelli Augusto e Agostino a Nicomedia sotto Diocleziano e commemorato il 7 maggio, è sostituito erroneamente e senza apparente motivo con un "san Fulvio" e/o una "santa Fulvia".

## Persone

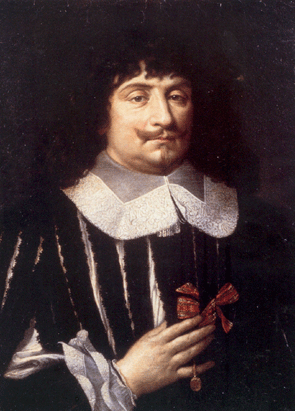
Fulvio Testi

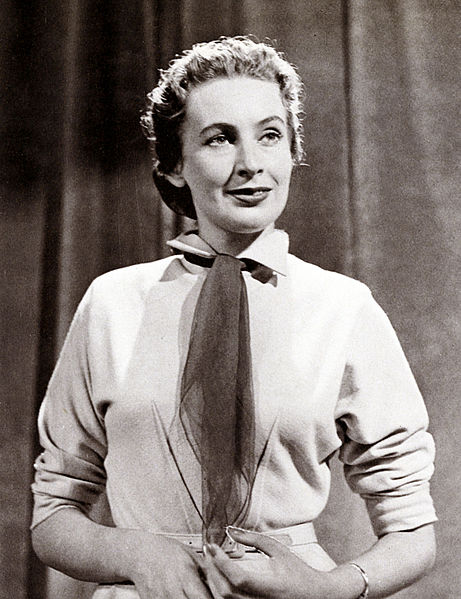
Fulvia Colombo

- Gaio Fulvio Plauziano, senatore, prefetto del pretorio e console romano nel 203
- Marco Fulvio Nobiliore, console romano
- Fulvio Abbate, scrittore italiano
- Fulvio Balisti, politico italiano
- Fulvio Bernardini, dirigente sportivo, allenatore di calcio e calciatore italiano
- Fulvio Collovati, calciatore e dirigente sportivo italiano
- Fulvio Martusciello, politico italiano
- Fulvio Mingozzi, attore italiano
- Fulvio Polesello, cestista e allenatore di pallacanestro italiano
- Fulvio Suvich, politico e diplomatico italiano
- Fulvio Tessitore, filosofo, storico e politico italiano
- Fulvio Testi, diplomatico e poeta italiano
- Fulvio Tomizza, scrittore italiano
- Fulvio Wetzl, regista, sceneggiatore, produttore cinematografico e attore italiano

### Variante femminile Fulvia
- Fulvia, moglie di Marco Antonio
- Fulvia Plautilla, moglie di Caracalla e augusta dell'Impero romano
- Fulvia Bandoli, politica italiana
- Fulvia Bisi, pittrice italiana
- Fulvia Colombo, annunciatrice televisiva e conduttrice televisiva italiana
- Fulvia Franco, attrice italiana
- Fulvia Mammi, attrice e doppiatrice italiana